# 杜锡钧

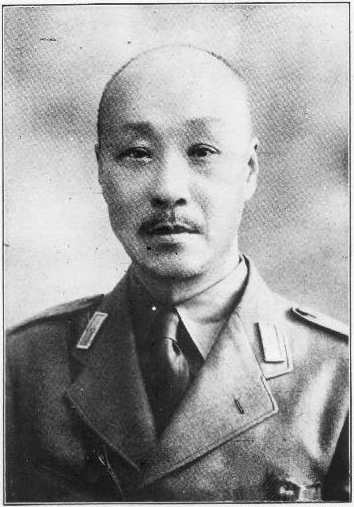
杜锡钧

杜锡钧（1882年—1951年8月），字鴻賓，直隶省河间府故城县前香坊村人。中華民國政治人物，在民國軍閥派系光譜中屬於直系軍閥，雖然在中日戰爭期間長期擔任親日政權的高階將領，但實為國民政府派遣至華北親日政權內的內應，因此在抗日戰爭勝利後並未遭受漢奸罪名起訴，最後因反共立場在1951年遭到中華人民共和國逮捕槍決。

## 生平
杜锡钧家境贫寒，因其伯父杜長榮在鄂軍工程營擔任管帶之關係，進入顎軍工程營從軍。進入顎軍後，轉編為步隊，並後獲得清朝官派保送資格，在光緒三十年（1904）由清朝政府官派留学日本，光緒三十一年（1905）進入日本陸軍士官學校就讀，為該校中國留學生班第四期步兵科，在光緒三十三年（1907）11月畢業，1908年返國。回國後，杜錫鈞編入湖北新軍序列，為陸軍第八鎮步兵第十五協下屬第三十標第二營管帶（等同現今營長軍職）。在當時，杜的政治立場偏向革命派，武漢起義爆发当天，据熊秉坤所著《前清工兵八营革命实录》记载：该营（指三十标）昨晚已准备就绪，管带杜锡钧正谓“尔等不能轻纵，炮队不动，总难为济。须俟别营举动，方可随时附和。”熊炳坤本想以三十标为原动力，他说：“惟以贵营官兵既以一气，且各有子弹，较敝处官兵隔阂不同，最易从事，故作是请。”因三十标一营旗人很多，杜怕走漏消息不敢应承，当晚召集旗人军官喝酒，麻痹他们以配合起义。起义后命令所部士兵劫狱，救出前十八日机关破坏所关押的革命同志。另据何锡蕃《湖北起义战守实录》记载：熊炳坤、吴兆麟、……杜锡钧诸君占领楚望台枪炮库，分发子弹并指挥一切。以上史实都证明了杜锡钧是参与并策划起义的革命党成员，而并不是某些史书裏说的，是辛亥革命成功後才投诚革命黨的。武昌起義成功後，杜被任命为湖北军政府军令部部长、北伐军第1军总司令官。
民國成立後，1912年（民国元年）北京政府晉升杜為陸軍中將，民國二年（1913）1月升任漢口鎮守使，此後便成為北京政府在湖北的軍事親信力量之一。杜在民國初年的政治立場除了親直系、支持北京之外，未出現顯著的擴張野心，因此在袁世凱称帝他沒有顯著表態，而受北京冊封為他被封为一等男爵。袁世凱下台後，漢口曾出現護國軍策動反北京政府，在民國十五年（1916）7月30日在漢口租界外發動反北京政府兵變，杜錫鈞隨其調兵鎮壓，由於杜在當地的表現穩定，直系將領也確保了杜在漢口一帶的統治權。在民國九年（1920），漢口鎮守使轄區擴張管理漢口東邊的黃岡市，更名為漢黃鎮守使，杜錫鈞繼續擔任該地鎮守使一職，其直轄部隊為一巡緝團，主要任務為鞏固漢口、黃岡等地的治安。
民國十五年（1926）2月，因管理民政的湖北省省長蕭耀南猝逝，以湖北武漢三鎮作為十四省討賊聯軍根據地的吳佩孚在蕭耀南病逝的同日（2月14日）安排任命杜錫鈞升任湖北省省長，但是其軍事實力不足，因此任命並未獲得吳佩孚軍內的普遍支持，並在湖北省議會內抵制此任命，在國民革命軍北伐趨勢已成定局後，同年8月湖北省長職務由湖北陸軍第二師師長劉佐龍接任，杜錫鈞轉任湖北省公署政務委員兼留守军司令。隨著國民革命軍攻佔武漢三鎮，吳佩孚勢力瓦解，杜錫軍在湖北的軍政職務皆遭解任。下野後的杜錫鈞寓居漢口租界。
在抗日戰爭延燒到華中地區時，杜錫鈞並未跟隨政府轉移到重慶，而是滯留漢口，並與日本達成協議加入親日中華民國政府，協助親日政權。不過在擁護日本政府前，杜錫鈞曾派遣其妻至香港作為中間人與國民政府輸誠，在國民政府知情的狀況下作為重慶方面的內應，因此在戰後遭逮捕後杜手中持有足夠的自保證據，使其未獲定罪。
1940年（民国29年）3月，杜锡钧参加汪精卫的南京国民政府，任华北政务委员会治安总署署长。1943年（民国32年）3月，他兼任河北省长。11月，伴随华北政务委员会的改组，他改任绥靖总署署长。1944年（民国33年），他任华北政务委员会常务委员。1945年（民国34年）2月他离任河北省省长，3月他离任绥靖总署署长，只担任华北政务委员会常务委员。在为日本人和汪精卫工作期间为国民党输送情报致使日、偽軍的很多重要作战行动失败。
日本投降後，杜锡钧遭到蒋介石的国民政府戴笠军统局以漢奸罪逮捕，审查一个月后无罪释放，其治安軍部份改編為國民政府軍。杜的治安軍曾協助日軍剿共，戰後又降於國軍，或因此使其被中共嚴懲。
1951年8月，杜锡钧遭到再度逮捕，并被北京市军管会判处死刑，立即执行。终年69。